# John Pickersgill

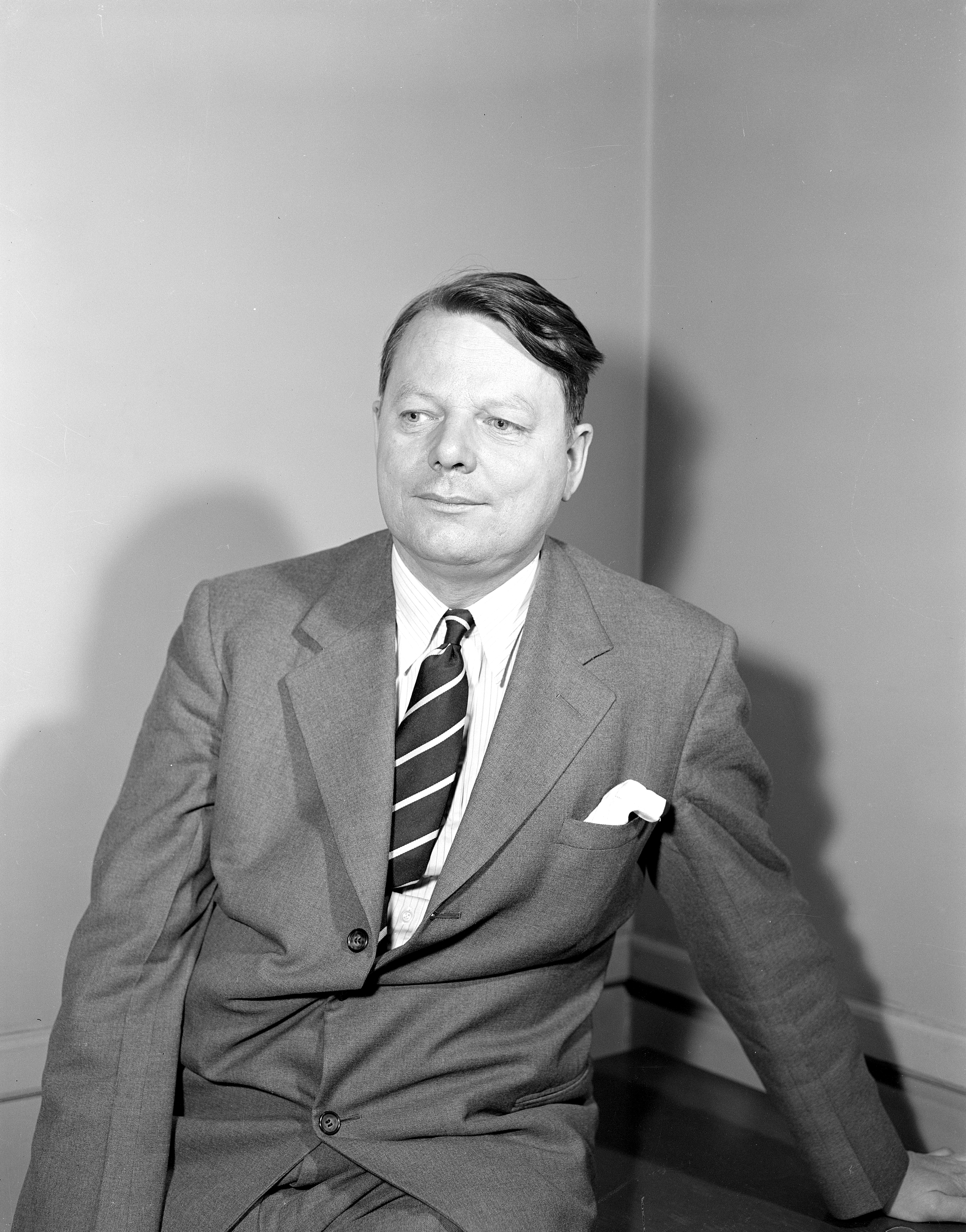
John Pickersgill, 1953

John „Jack“ Whitney Pickersgill PC CC (* 23. Juni 1905 in Wyecombe, Ontario; † 14. November 1997) war ein kanadischer Universitätslektor, Reedereiunternehmer, Autor und Politiker der Liberalen Partei Kanadas, der 14 Jahre Abgeordneter des kanadischen Unterhauses, mehrmals Minister sowie Präsident der Verkehrskommission war.

## Leben
Nach dem Schulbesuch absolvierte Pickersgill ein Studium der Geschichtswissenschaften an der University of Manitoba, das er 1927 mit einem Master of Arts (M.A.) mit einer Arbeit zum Thema Canadian responsible government from British Hansard and other sources abschloss. Ein weiteres Studium der Rechtswissenschaften beendete er mit einem Doktor der Rechte (LL.D.) und war anschließend als Lehrer für die Geschichte Kanadas in Winnipeg, Universitätslektor und Reeder tätig.
Später wechselte er in den Regierungsdienst und war zunächst Mitarbeiter im Außenministerium, ehe er 1945 stellvertretender Privatsekretär und später Sonderassistent von Premierminister William Lyon Mackenzie King wurde. Am 1. Juni 1952 wurde er Schriftführer des Kronrates und war in dieser Funktion zugleich bis 1954 Sekretär des Kabinettes im Range eines Vizeministers.
Bei der Unterhauswahl vom 10. August 1953 wurde er als Bewerber der Liberalen Partei erstmals als Abgeordneter in das Unterhaus gewählt und vertrat in diesem bis zu seinem Mandatsverzicht am 19. September 1967 den Wahlkreis Bonavista-Twillingate.
Am 12. Juni 1953 wurde er von Premierminister Louis Saint-Laurent in das 17. kanadische Kabinett berufen und übernahm dort erstmals das Amt des Staatssekretärs für Kanada, ehe er im Anschluss vom 1. Juli 1954 bis zum Ende von Saint-Laurents Amtszeit am 20. Juni 1957 Minister für Staatsbürgerschaft und Einwanderung war.
Premierminister Lester Pearson ernannte Pickersgill am 22. April 1963 wiederum zum Staatssekretär für Kanada in der 19. Regierung Kanadas und behielt diese Funktion bis zum 22. Februar 1964. Zeitgleich war er zwischen dem 16. Mai und dem 21. Dezember 1963 auch als Vorsitzender der Fraktion der Liberalen Partei auch Führer der Regierungsmehrheit im Unterhaus (Leader of the Government in the House of Commons). Zuletzt wurde er bei einer Kabinettsumbildung am 3. Februar 1964 Verkehrsminister und bekleidete dieses Amt bis zu seinem Rücktritt am 18. September 1967.
Nach seinem Ausscheiden aus der Regierung und dem Unterhaus wurde er am 19. September 1967 zum Präsidenten der Kanadischen Verkehrskommission (Canadian Transport Commission) ernannt. In dieser Funktion kürzte er zunehmend Investitionen sowie Fördermittel für Canadian National, um dadurch den Ausbau der Fluggesellschaft Air Canada voranzutreiben.
Für seine langjährigen Verdienste als Politiker, aber auch als Autor historischer Fachbücher wurde Pickersgill am 18. Dezember 1970 zum Companion des Order of Canada ernannt.

## Veröffentlichungen
- Canadian responsible government from British Hansard and other sources, Thesis (M.A.), University of Manitoba, 1927
- Communism and fascism; the coming war of religions, Winnipeg 1937
- A great ship anchored in the gulf: summary of Hon. J. W. Pickersgill's report on the troubles in Newfoundland, 1959
- The Mackenzie King record, Mitautor D. F. Forster, 4 Bände, Toronto 1960–1970
- The Liberal Party, Toronto 1962
- Louis St. Laurent, Don Mills 1972, Neuauflagen 1981 und 2001
- My years with Louis St. Laurent: a political memoir, Toronto 1975
- The road back: by a Liberal in opposition Toronto 1986
- Seeing Canada whole: a memoir, Markham 1994